# Pseudoxenodon stejnegeri
Pseudoxenodon stejnegeri (лат.) — вид ужеобразных змей рода Pseudoxenodon подсемейства Pseudoxenodontinae. Относится к заднебороздчатым змеям. Вид был впервые описан на Тайване, где он широко распространен. Также широко распространен в восточном Китае и был зарегистрирован в провинциях Юньнань и Хунань.
Известно два подвида:
- Pseudoxenodon stejnegeri stejnegeri Barbour, 1908 — Китай, Тайвань.
- Pseudoxenodon stejnegeri striaticaudatus Pope, 1928 — Китай.

## Описание
Pseudoxenodon stejnegeri stejnegeri достигает общей длины 90 см. Яйцекладущий вид.

## Место обитания
Pseudoxenodon stejnegeri обитает в густых лесах в горах на высоте 400—2100 м над уровнем моря, обычно около воды, где питается земноводными. На Тайване вид встречается на высоте 1000—2500 м над уровнем моря.